# Marco Casto
Marco Casto, né le 2 juin 1972 à Haine-Saint-Paul en Belgique, est un footballeur belge qui joue au poste de milieu de terrain, reconverti au poste d'entraîneur.

## Biographie
Marco Casto commence sa carrière professionnelle au Sporting Charleroi lors du championnat 1989-1990. Il reste sept saisons au Sporting avant de poursuivre sa carrière à l'Excelsior Mouscron, où il joue pendant six saisons.
Il fait partie de l'équipe du Sporting Charleroi finaliste de la coupe de Belgique 1993, battue 2-0 contre le Standard de Liège. 
Il termine sa carrière de joueur par des passages au RAEC Mons et l'UR Namur.
Il entraîne le club namurois du Royal Football Club de Meux entre 2013 et 2019.

## Palmarès
- Finaliste de la Coupe de Belgique en 1993 avec le Sporting Charleroi

## Statistiques[2]
- 268 matchs et 30 buts en première division belge (données de la saison 1994-1995 jusqu'à la saison 2004-2005)
- 6 matchs disputés en Coupe de l'UEFA (4 en phase finale et 2 lors des tours préliminaires)